# 1951 (numero)
Millenovecentocinquantuno (1951) è il numero naturale dopo il 1950 e prima del 1952.

## Proprietà matematiche
- È un numero dispari.
- È un numero primo.
  - È un numero primo gemello (con 1949).
  - È un numero primo cubano.
- È un numero difettivo.
- È un numero esagonale centrato.
- È un numero congruente.
- È un numero nontotiente in quanto dispari e diverso da 1.
- È un numero intero privo di quadrati.
- È un numero odioso.
- È parte della terna pitagorica (1951, 1903200, 1903201).

## Astronomia
- 1951 Lick è un asteroide areosecante.

## Astronautica
- Cosmos 1951 è un satellite artificiale russo.